# Emma Andersson
Emma Andersson (Ängelholm, 1979. április 24. –) svéd televíziós személyiség, modell és énekes. Férje a Aranykorong és Viking-díjas svéd jégkorongozó, Henrik Zetterberg.